# Nick Jensen
Nick Rostgaard Jensen (født 1991) er en dansk atlet som stiller op for Sparta Atletik.
Nick Jensen vandt som 19-årig sølv ved DM på 800 meter 2010.
Han trænes af sin mor Heidi Kofod Jensen. Han er uddannet pædagog.[kilde mangler]

## Danske mesterskaber
- Sølv 2011 800 meter inde 1,54,20
- Sølv 2010 800 meter 1,52,62
- Guld 2010 4 x 1500 meter 16,20,15

## Personlige rekorder
- 300 meter: 38,26 Tårnby Stadion 4. maj 2009
- 400 meter: 50,92 Østerbro Stadion 9. maj 2010
- 600 meter: 1,21,8 Trondheim, Norge 29. april 2010
- 800 meter: 1,51,93 Trafford, Storbritannien 27. juni 2009
- 1500 meter: 3.51.42 Glostrup Stadion 4. september 2010
- 2000 meter forhindring: 6,36,24 Sønderborg Stadion 28. april 2008
- 3000 meter: 9,12,12 Tårnby Stadion 3. maj 2008
- 5000 meter: 16,58,66 Herlufsholm Stadion 18. maj 2008
- 10km landevej: 34,44 Århus 29. marts 2008
- 400 meter-inde: 51,07 Malmø, Sverige 31. januar 2010
- 800 meter-inde: 1,54,02 Sparbank Arena i Skive 28. februar 2010
- 1500 meter-inde: 4,02,70 Sparbank Arena i Skive 7. marts 2010